# Tronc de piràmide
El tronc de piràmide, o piràmide truncada, és un poliedre comprès entre la base de la piràmide i un pla que talla a totes les arestes laterals.
Si el pla és paral·lel al pla de la base es diu que el tronc és de bases paral·leles. La distància entre les bases és l'altura del tronc. Un tronc de bases paral·leles d'una piràmide regular està format per dues bases, polígons regulars semblants, i diverses cares laterals que són trapezis isòsceles. Les altures d'aquests trapezis es diuen apotemes d'aquests troncs.
L'àrea total d'un tronc de piràmide està donada per la següent fórmula matemàtica:
{\displaystyle A={\frac {(P_{1}+P_{2})}{2}}\cdot a+B_{1}+B_{2}}
Àrea total d'un tronc de piràmide de bases paral·leles, on P1, P₂ són els perímetres de les bases, a l'apotema del tronc i B1, B₂ les àrees de les bases.
El volum d'un tronc de piràmide, les bases són paral·leles i tenen superfícies B1 i B₂, i l'altura és h, és igual a l'alçada del tronc per la mitjana heroniana de l'àrea de les seves bases:
{\displaystyle V={\frac {h}{3}}(B_{1}+B_{2}+{\sqrt {B_{1}\cdot B_{2}}})}